# Gilyto
Gilyto Semedo é um cantor, compositor, dançarino, produtor musical e de TV e ativista cultural cabo-verdiano. É mentor dos Cabo Verde Music Awards - CVMA e PALOP Music Awards - PALOPMA.[carece de fontes?]

## Biografia
Nasceu em Assomada (Santa Catarina-Cabo Verde).[carece de fontes?]
Em 1987 viajou para Portugal onde fez os seus estudos e mais tarde também residiu em Roterdão, nos Países Baixos.[carece de fontes?]
Em 1999 gravou o seu primeiro álbum –"Kel Tempu”. O segundo foi gravado dois anos depois, (Dezembro de 2001) –"Nha Atriz Principal” que lhe valeu o seu primeiro disco de ouro e vários shows pela África, Europa e América.[carece de fontes?]
O Álbum "Diamante Africana" saiu em abril de 2005, ano esse que lhe voltou a presentear com mais um sucesso, o seu primeiro DVD, Mr. Entertainer (dezembro de 2005). Durante sete anos no mundo da música, fez amizades e partilhou momentos de palco inesquecíveis com vários outros artistas dos diversos países e estilos musicais, decidindo então convidá-los para fazerem parte da sua história e amor musical. "Traduson pa Tradison" (álbum duplo), realizado em dezembro de 2006, mostra a versatilidade e a maturidade, onde pudemos encontrar um Gilyto num estilo mais tradicional, (CD1 Acústico) mas nunca esquecendo o seu lado Dancing(CD2 Club Remix). Após participar em vários festivais e tournées, decidiu gravar um DVD Live, acompanhado pela sua Banda. O Luxemburgo foi o palco escolhido para realização do DVD+CD Gilyto – "Live@Luxembourg”(2008), contendo 12 dos seus temas com mais êxito, trazendo como Bónus, 5 novos videoclipes.[carece de fontes?]
Também em 2008 lançou uma edição especial (coletânea de Zouk) para o mercado brasileiro, "CaboZouk In Brasil".[carece de fontes?]

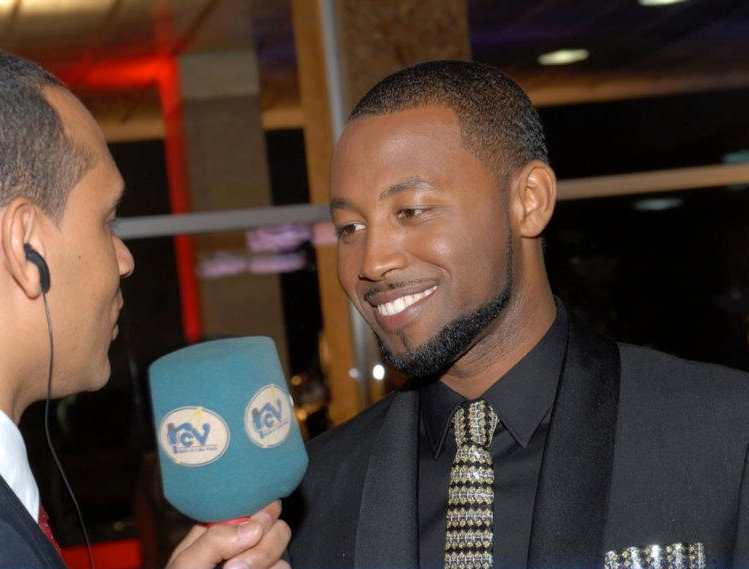
Entrevista CVMA 2012